# Marian Śliwiński

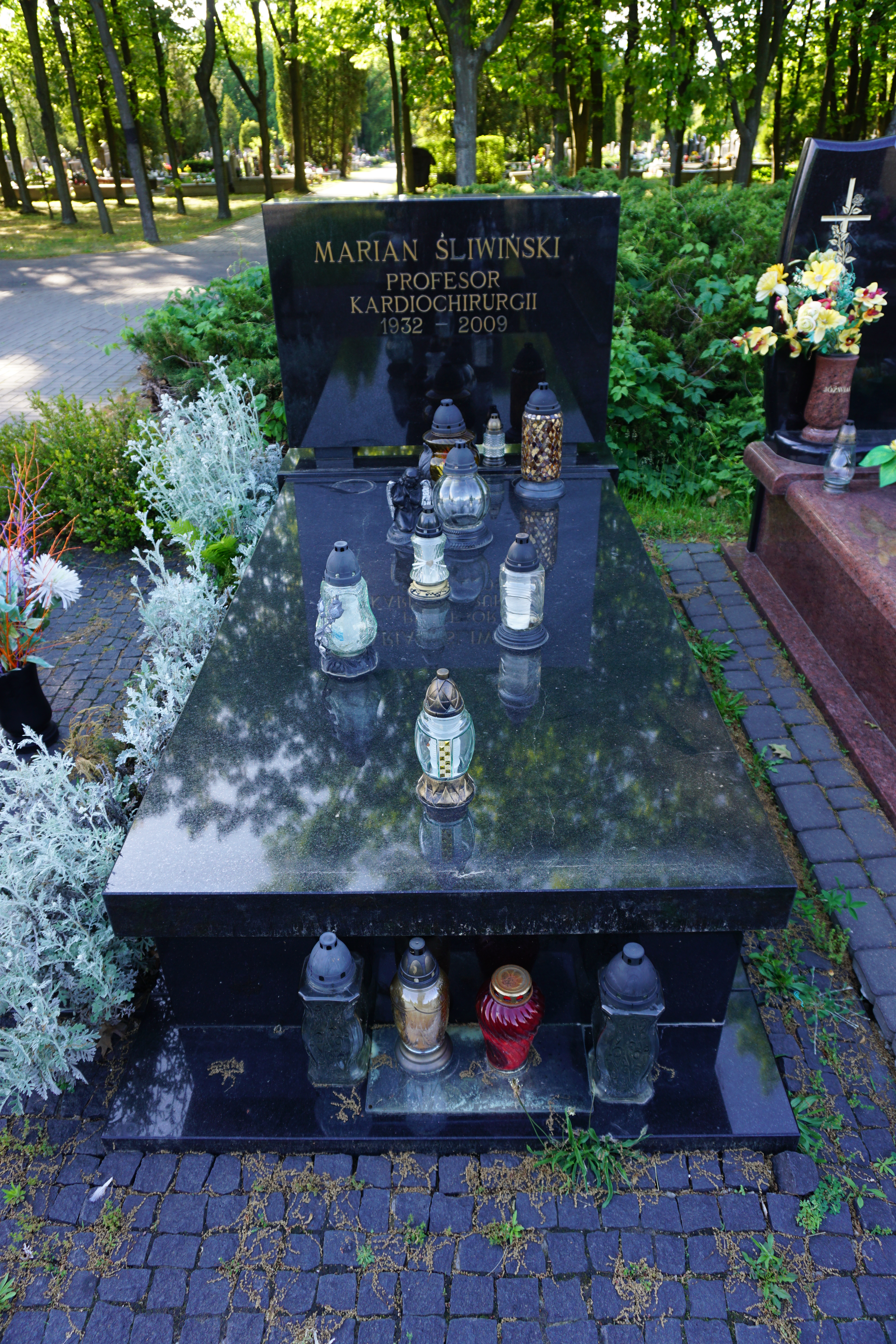
Grób Mariana Śliwińskiego na cmentarzu Komunalnym Północnym

Marian Zdzisław Śliwiński (ur. 2 lutego 1932 w Strzelcach Wielkich, zm. 28 stycznia 2009 w Warszawie) – polski lekarz kardiochirurg i polityk, minister zdrowia i opieki społecznej (1972–1980).

## Życiorys
Syn Władysława i Julii. W latach 1945–1950 uczył się w gimnazjum w Radomsku, następnie w latach 1950–1955 studiował w Akademii Medycznej w Łodzi. W latach 1952–1965 był pracownikiem naukowo-dydaktycznym w macierzystej uczelni, habilitował się, a w 1973 otrzymał tytuł profesora nadzwyczajnego nauk medycznych. Od 1962 do 1964 był dyrektorem Szpitala Klinicznego w Łodzi.
W latach 1948–1954 należał do Związku Młodzieży Polskiej, został także działaczem Polskiej Zjednoczonej Partii Robotniczej. Był I sekretarzem komitetu uczelnianego AM (1957–1964), członkiem komisji nauki Komitetu Centralnego, a także zastępcą członka (1971–1980) i członkiem (1980–1981) KC.
Od 1964 do 1970 był dyrektorem departamentu w Ministerstwie Zdrowia i Opieki Społecznej, następnie do 1972 podsekretarzem stanu. Od marca 1972 do listopada 1980 był ministrem zdrowia i opieki społecznej w rządach Piotra Jaroszewicza, Piotra Jaroszewicza i Edwarda Babiucha oraz Edwarda Babiucha i Józefa Pińkowskiego.
Od 1973 był profesorem w Instytucie Reumatologicznym (od 1967 do 1979 kierownik), a od 1980 w Instytucie Kardiologii w Aninie (Warszawa). Od 1976 był członkiem honorowym Górskiego Ochotniczego Pogotowia Ratunkowego.
Zmarł 28 stycznia 2009 i został pochowany na warszawskim Cmentarzu Komunalnym Północnym.

## Odznaczenia i wyróżnienia
- Krzyż Komandorski z Gwiazdą Orderu Odrodzenia Polski[3](2002)
- Złota Odznaka honorowa „Za Zasługi dla Warszawy” (1975)[4]
- Złoty Medal „Za umacnianie Przyjaźni między Narodami” (NRD, 1974)[5]
- Tytuł członka zagranicznego Akademii Nauk Medycznych ZSRR (1978)[6]